# Poecilimon glandifer
Poecilimon glandifer är en insektsart som beskrevs av Karabag 1950. Poecilimon glandifer ingår i släktet Poecilimon och familjen vårtbitare. Inga underarter finns listade i Catalogue of Life.